# Euphyia acerbata
Euphyia acerbata är en fjärilsart som beskrevs av Felder 1875. Euphyia acerbata ingår i släktet Euphyia och familjen mätare. Inga underarter finns listade i Catalogue of Life.